# Hymns and Psalms
Hymns and Psalms è il libro degli inni della Chiesa metodista del Regno Unito. 

## Storia
Il libro degli inni venne pubblicato per la prima volta nel 1983, per sostituire The Methodist Hymnbook, che era stato pubblicato nel 1933 subito dopo l'unificazione di tutte le Chiese Metodiste. 
La decisione di produrre un nuovo libro degli inni venne presa nella Methodist Conference del 1979 ed il nuovo libro venne autorizzato ad essere utilizzato in tutte le Chiese Metodiste, nella Conference of Plymouth del  1982. 
Degli 823 inni contenuti nel libro, più di 150 vennero scritti da Charles Wesley (1707-88), fratello di John Wesley, fondatore del Metodismo. Anche Isaac Watts ha un significativo numero di inni nel libro. Lo scrittore di inni del XX secolo, più rappresentato è Fred Pratt Green (1903-2000), con 27 inni. 
Il libro comprende alcuni dei più noti ed amati inni del Metodismo oltre che inni di nuova composizione. 